# Метаплюмбаты
Метаплюмбаты — неорганические соединения, соли метасвинцовой кислоты с формулой M2IPbO3 или MIIPbO3.

## Получение
- Метаплюмбаты щелочных металлов образуют сплавлением диоксида свинца с щёлочью:

{\displaystyle {\mathsf {PbO_{2}+2NaOH\ {\xrightarrow {T}}\ Na_{2}PbO_{3}+H_{2}O}}}
- Дегидратацией гексагидроксоплюмбатов:

{\displaystyle {\mathsf {K_{2}[Pb(OH)_{6}]\ {\xrightarrow {T}}\ K_{2}PbO_{3}+3H_{2}O}}}
- Метаплюмбат свинца получают разложением диоксида свинца [1]:

{\displaystyle {\mathsf {4PbO_{2}\ {\xrightarrow {T}}\ 2PbPbO_{3}+O_{2}}}}

## Представители
- Na2PbO3, K2PbO3 — метаплюмбаты натрия и калия, белые вещества.
- PbPbO3 или Pb2O3 — метаплюмбат свинца, красновато-жёлтое аморфное вещество.
- Ag2PbO3 — метаплюмбат серебра, чёрные кристаллы.
- CuPbO3 — метаплюмбат меди, чёрные кристаллы.
- ZnPbO3 — метаплюмбат цинка, коричнево-красные кристаллы.
- CaPbO3 — метаплюмбат кальция, белые кристаллы [1].